# 巴克 (神话)
巴克（英語：Baco）凯尔特神话神祇之一。长期于高卢地区的凯尔特人中发挥相关作用，
在今天法国的索恩河畔沙隆和奥兹有发现有关其碑刻，具有重要地影响与积极意义。